# Barenaked Ladies
Barenaked Ladies (ibland skrivet BNL) är ett kanadensiskt rockband som bildades 1988 i Scarborough, en förort till Toronto i Ontario. Bandet består av Jim Creeggan, Kevin Hearn, Ed Robertson och Tyler Stewart. Tidigare bandmedlemmar: Andy Creeggan, Steven Page.  
Barenaked Ladies har gjort intro-musiken till situationskomedin The Big Bang Theory. 

## Medlemmar
Nuvarande medlemmar
- Ed Robertson – gitarr, sång (1988–)
- Jim Creeggan – basgitarr, sång (1989–)
- Tyler Stewart – trummor, sång (1990–)
- Kevin Hearn – keyboard, sång (1996–)

Tidigare medlemmar
- Steven Page – sång, gitarr (1988–2009)
- Andy Creeggan – keyboard, slagverk, sång (1989–1994)

Bilder

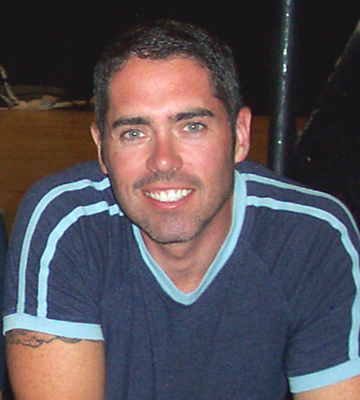
Ed Robertson
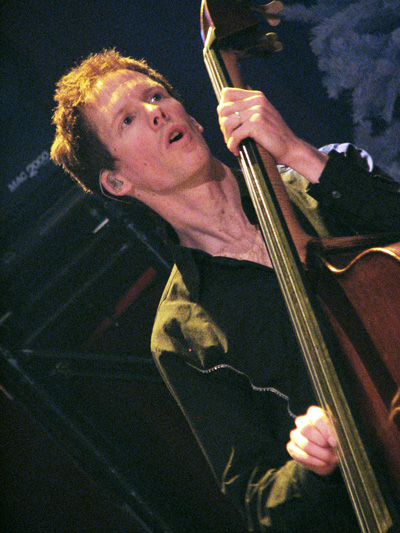
Jim Creeggan
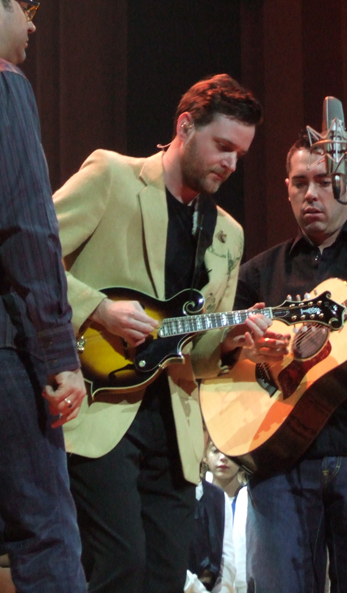
Kevin Hearn
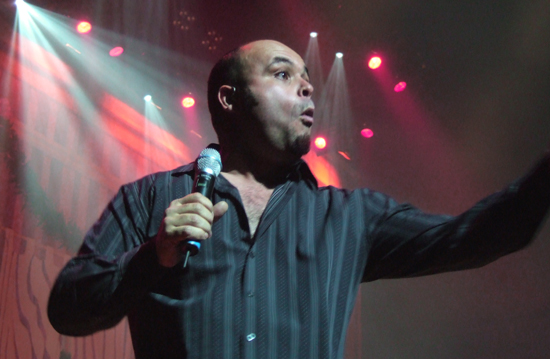
Tyler Stewart
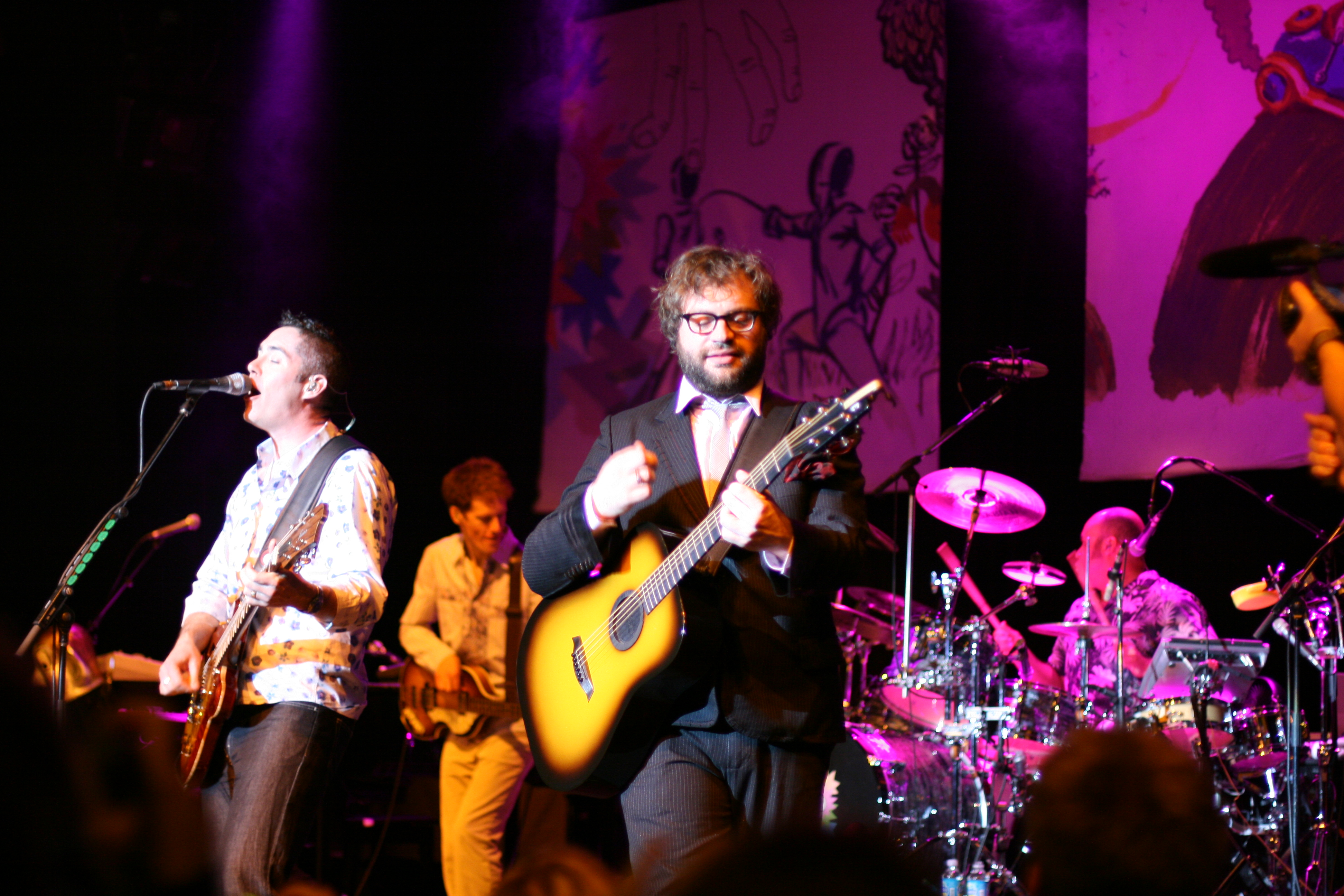
Barenaked Ladies 2008
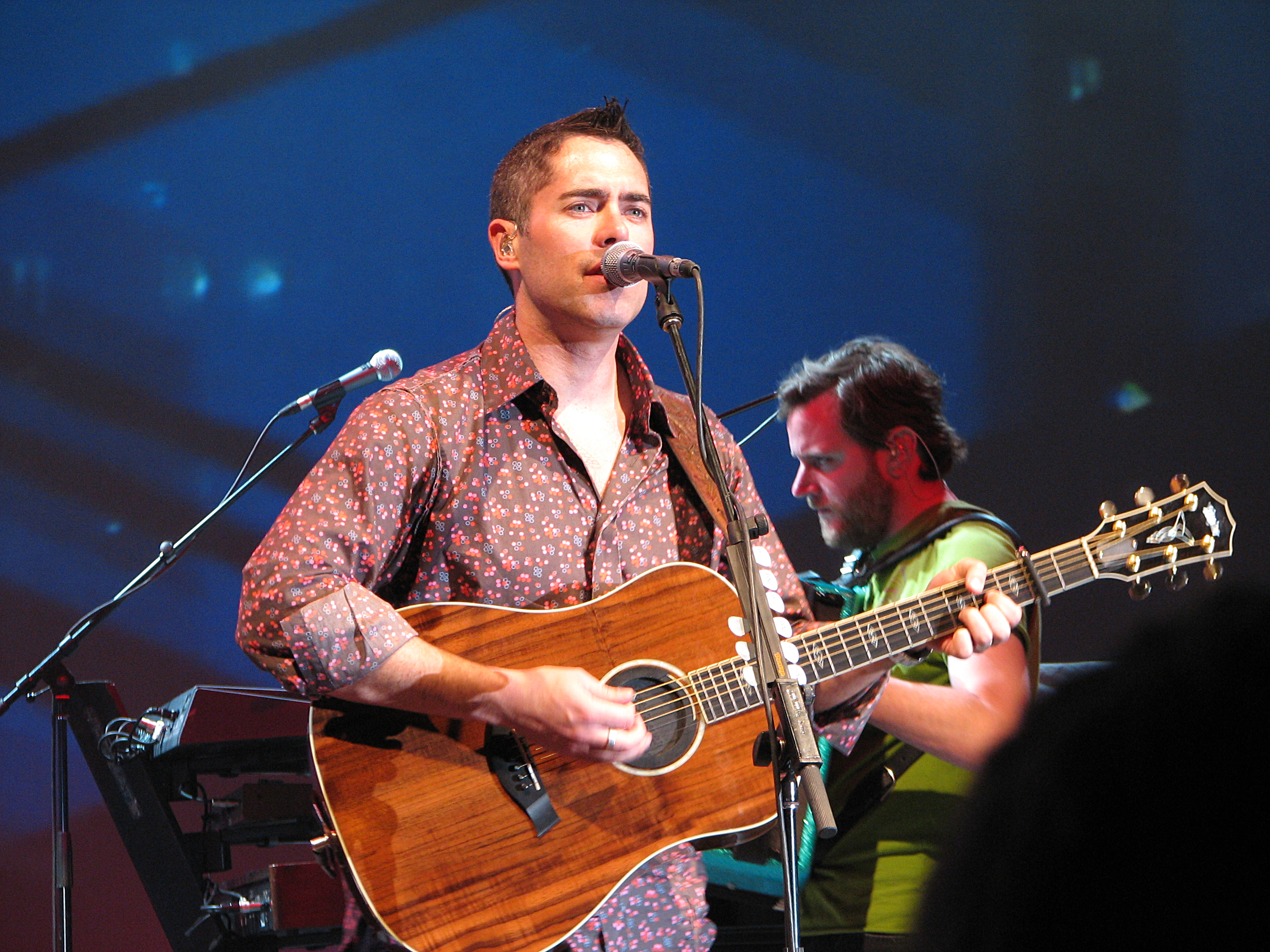
Barenaked Ladies live i Boston

## Diskografi
Studioalbum
- 1989 – Buck Naked
- 1990 – Barenaked Lunch
- 1990 – Barenaked Recess
- 1991 – The Yellow Tape
- 1991 – Variety Recordings: Barenaked Ladies
- 1992 – Gordon (med låten "Crazy")
- 1994 – Maybe You Should Drive
- 1996 – Born on a Pirate Ship
- 1998 – Stunt (med låten "Alcohol")
- 2000 – Maroon
- 2003 – Everything to Everyone
- 2004 – Barenaked for the Holidays
- 2006 – Barenaked Ladies Are Me
- 2007 – Barenaked Ladies Are Men
- 2008 – Snacktime!
- 2010 – All In Good Time
- 2012 – Stop Us If You've Heard This One Before!
- 2013 – Grinning Streak

Livealbum
- 1996 – Rock Spectacle
- 2006 – Live at the Glenn Gould Theatre
- 2007 – Talk to the Hand: Live in Michigan
- 2009 – Live At Universal Studios 03/07/2009

Samlingsalbum
- 1994 – 10 X 5
- 1998 – Retail Spectacle
- 2001 – Disc One: All Their Greatest Hits 1991-2001
- 2005 – Barenaked on a Stick
- 2006 – iTunes Originals
- 2011 – Hits From Yesterday & The Day Before